# Liujiaping, Sichuan
Liujiaping (kinesiska: 刘家坪乡, 刘家坪) är en socken i Kina. Den ligger i provinsen Sichuan, i den sydvästra delen av landet, omkring 350 kilometer söder om provinshuvudstaden Chengdu. Antalet invånare är 4 768. Befolkningen består av 2 310 kvinnor och 2 458 män. Barn under 15 år utgör 37 %, vuxna 15-64 år 59 %, och äldre över 65 år 3,0 %.
Genomsnittlig årsnederbörd är 1 233 millimeter. Den regnigaste månaden är juli, med i genomsnitt 279 mm nederbörd, och den torraste är januari, med 6 mm nederbörd.